# Ancyla orientalica
Ancyla orientalica là một loài Hymenoptera trong họ Apidae. Loài này được Warncke mô tả khoa học năm 1979.